# Juan Bautista Carrasco
Juan Bautista Carrasco, geógrafo, geólogo e mitógrafo espanhol do século XIX.

## Biografia
Muito pouco se sabe sobre ele, além de que dedicou sua vida a escrever duas obras monumentais de erudição: uma Geografia geral da Espanha em dois volumes (Madri, 1861 e 1862), onde entre outras fontes os Dicionários de Sebastián de Miñano e Pascual Madoz, o Tratado de José Andrés Cornide; os Elementos de la Geografía astronómica, etc. de España y Portugal de Isidoro de Antillon; o Manual Geográfico Administrativo da Monarquia Espanhola de Caballero; a Nueva descripción de España, etc por Francisco Verdejo Páez; a Cartografia hispano-científica, ou seja, os Mapas Espanhóis, o Atlas de España ó Colección de Cartas geográficas con su texto explicativo de Bachiller; el Diccionario Estadístico de todos los pueblos de España y sus Islas adyacentes por Tamarit de Plaza, a Espanha Geográfica de Francisco de Francisco de Paula Mellado, a Verueuil, Prado, Naranjo, Linera, Scharpe, Ansted e Bouvy utiliza-se o Censo Oficial e inclui um dos primeiros relatos de fósseisencontrado na península, uma obra que é o resultado de muitos anos de estudo e consulta, então única em seu gênero devido aos muitos dados e detalhes de todos os tipos que continha, e uma Mitologia Universal (1864) que excede amplamente seus propósitos tornar-se uma espécie de história das religiões que se estende para tratar também de questões de cronologia e etnologia.

## Obras
- Geografia general de España: comparada con la primitiva, antigua y moderna, según sus monumentos, esplicada por la geografía física, con más los tratados de su constitución geologica y paleontologica, detallada por la estadística, según su presente division territorial de las cuarenta y nueve provincias, inclusas las islas adyacentes, con la descripción de cada una y sus límites, extensión, población, producciones e industria; cada partido judicial con expresión de las ciudades, villas, lugares, aldeas, arrabales, caseríos, cotos redondos, despoblados, granjas... su situación local, número de almas y sus distancias respectivas á la capital de provincia y el Diccionario general de todos los pueblos con relación de las provincias a que corresponden (Madrid: Imprenta y Libreria de Gaspar y Roig, editores, 1861-1862, 2 vols.)
- Mitología universal: historia y esplicación de las ideas religiosas y teológicas de todos los siglos, de los dioses de la India, el Thibet, la China, el Asia, el Egipto, la Grecia y el mundo romano, de las divinidades de los pueblos esclavos, escandinavos y germanos, de la idolatría y el fetichismo americanos y africanos... ilustrada con láminas (Madrid: Imprenta y Librería de Gaspar y Roig, 1865).